# دونالد بيترسن
دونالد بيترسن (بالإنجليزية: Donald Petersen)‏ هو شخصية أعمال أمريكي، ولد في 4 سبتمبر 1926 في بايبستون في الولايات المتحدة.

## وصلات خارجية
- دونالد بيترسن على موقع مونزينجر (الألمانية)